# Niccolao Giorgini
Niccolao Giorgini (Montignoso, 26 gennaio 1773 – Lucca, 27 febbraio 1854) è stato un politico italiano.

## Biografia
Figlio di Giovan Giorgio, patrizio di Lucca, e di Maria Domenica Barsanti, già da giovane ricoprì il grado di capitano delle milizie montignosine e poi tutte le più importanti cariche di governo: fu prefetto della Garfagnana e di Massa, consigliere di Stato e componente della Corte dei Conti sotto il principato di Elisa Bonaparte Baciocchi, sorella di Napoleone, di cui fu uno dei principali consiglieri e collaboratori diventando un fondamentale punto di riferimento nella politica del principato elisiano; per oltre un ventennio fu gonfaloniere di Lucca, durante il regno di Maria Luisa di Borbone prima, e del duca Carlo Ludovico poi. Collaborò alla costruzione dell'acquedotto lucchese, risanò le strade e la cinta muraria, eresse ponti; fu ministro dell'Interno e quindi Presidente del Consiglio dei Ministri. Anche il granduca Leopoldo II di Toscana, quando diventò signore di Lucca nel 1847, gli rinnovò la fiducia nominandolo reggente. In conclusione la vita pubblica di Niccolao Giorgini al servizio dello stato lucchese durò cinquanta anni: prima durante la Repubblica di Lucca, poi col Principato francese, poi col Ducato sotto i Borboni, infine col Granducato di Toscana.
Si sposò con Giovanna Fortini, una donna di Seravezza, dalla quale ebbe Gaetano.